# Фишер, Фриц (историк)
Фриц Фишер (нем. Fritz Fischer, 5 марта 1908, Людвигсштадт, Бавария, Германская империя — 1 декабря 1999, Гамбург, Германия) — немецкий историк, известный своими работами по анализу причин Первой мировой войны.

## Биография
Фриц Фишер родился в Людвигсштадте в Баварии. Высшее образование получил в Берлинском университете и Университете Эрлангена, где он изучал историю, педагогику, философию и теологию. В 1935 году получил степень доктора богословия, в 1937 году — докторскую степень по истории за работу «Мориц Август фон Бетман-Гольвег и немецкий протестантизм».
Уже в первые годы существования Веймарской республики Фишер был вовлечён в националистическое молодёжное движение: в 1922 году он, будучи старшеклассником, вступил в праворадикальную организацию «Оберланд». В 1933 году вступил в СА, в 1937 году — в НСДАП.
Под влиянием своего учителя, берлинского историка Эриха Зееберга, симпатизировавшего национал-социализму, Фишер в 1933 году принял участие в «Кирхенкампфе» — кампании за подчинение церкви государственной власти, поддержав движение «Немецких христиан» и идею создания единой «Имперской церкви» на национальной основе.
В это время нацисты проводили реформу исторической науки. Из университетов увольнялись старые профессора, их места занимали члены партии или сочувствующие. Историческая государственная комиссия, возглавляемая Германом Онкеном, была расформирована, вместо неё учреждён Имперский институт истории новой Германии, которым руководил нацистский историк Вальтер Франк. В 1939 году Фишер стал стипендиатом Имперского института истории новой Германии, возглавляемого Франком, с которым он поддерживал тесные отношения. Стипендия была предоставлена Фишеру за его работу о протестантских течениях и немецком национальном движении XIX века. В ней он обвинял религиозные движения лютеран-конфессионистов и пиетистов в том, что они отвергли идеи национального объединения в 1860-х годов и стали врагами «недавно пробудившегося народного сознания». Фишер пришёл к выводу, что протестанты сначала выступали против отцов-основателей немецкого национального движения, затем — против Бисмарка и, наконец — против Гитлера как «исполнителя воли народа». Стипендия Имперского института истории новой Германии стала важным шагом в интеграции Фишера в нацистскую историческую науку.
Фишер активно поддерживал экспансионистскую политику Третьего рейха. В 1938 году он записался добровольцем в вермахт и участвовал в оккупации Судетской области. В октябре 1941 года в письме к Эриху Ботценхарту, заместителю Вальтера Франка, Фишер сожалел о том, что не может принять участие в «Великом походе на Восток», но счастлив, что может «снова прочесть несколько лекций перед батареями зимой». Темами лекций были «Проникновение иудаизма в культуру и политику Германии за последние 200 лет», «Проникновение еврейской крови в высший класс Англии» и «Роль иудаизма в экономике и государстве США».
По словам историка Хартмута Погге фон Страндмана, Фишер покинул НСДАП в 1942 году. Однако в том же году, по инициативе Адольфа Рейна (ректора Гамбургского университета в 1934—1938 гг.), Фишер был назначен на должность экстраординарного профессора Гамбургского университета. В письме от марта 1943 года Фишер поблагодарил Вальтера Франка за активное содействие его назначению.
В период Сталинградской битвы Фишер высоко оценивал действия политических и военных нацистских лидеров за «дерзость и последовательность, с которыми [они] используют все доступные ресурсы для обеспечения победы и, следовательно, существования Рейха». В начале 1943 года он также задался вопросом, действительно ли германское вторжение в Советский Союз было мотивировано желанием противостоять «угрозе военной и политико-пропагандистской мощи Советской России» или, возможно, существовали «насущные экономические потребности, которые заставили нас цепляться за ресурсы России». Эти сомнения, тем не менее, не заставили Фишера дистанцироваться от нацистских идей, поскольку он опасался «подчинения [со стороны] Азии, господства крови над ведущими классами, их истребления или порабощения американскими банкирами и евреями».
Ученик Фишера Фолькер Ульрих в 2004 году оценивал его сотрудничество с нацизмом как «моральную беспринципность» ради карьеры, тем не менее, Ульрих не верил, что Фишер был убеждённым национал-социалистом.
По мнению английского историка Стефана Петцольда, к началу 1940-х годов Фишер уже был сформировавшимся нацистом и эти убеждения сохранял до конца Второй мировой войны. Лишь после окончания войны, когда Фишер — в период с 1945 по апрель 1947 года — являлся военнопленным американских вооружённых сил, «которые стремились способствовать политическому перевоспитанию и переориентации», его взгляды радикально изменились. В январе 1946 года Фишер был переведён в лагерь для военных преступников в Дахау, что, как считает Петцольд, окончательно утвердило его в желании пересмотреть ход германской истории.
В 1948 году Фишер вернулся должность профессора в Гамбургском университете, которую получил ещё в 1942 году, и занимал её до выхода на пенсию в 1973 году. В 1974 году он получил Крест за заслуги перед ФРГ, а в 1987 году — Крест за заслуги перед ФРГ Первой степени. Умер в Гамбурге в 1999 году в возрасте 91 года.

## «Полемика Фишера»

### «Рывок к мировому господству» (1961)
Уже в 1957 году Фишер начал систематически искать в национальных архивах информацию о военных целях Центральных держав. Он был одним из первых немецких историков, получившим доступ к документам Министерства иностранных дел Германской империи и Рейхсканцелярии, которые союзники держали под замком, а также — с разрешения правительства ГДР — был допущен в Потсдамский центральный архив. Первым результатом его исследования стала статья «Германские военные цели. Революция и сепаратный мир на Востоке 1914—1918», которую он опубликовал в 1959 году в журнале «Historischen Zeitschrift». В ней Фишер описывал военные цели германского правительства как установление гегемонии в Европе и создание «мировой державы», представляя их как продолжение предвоенной «мировой политики» Германии.
Статья была критически воспринята многими исследователями, но ещё не рассматривалась как «объявление войны» западногерманскому научному сообществу, поскольку Фишер, как тогда казалось, лишь внёс неортодоксальный, но всё же заслуживающий обсуждения вклад в дискуссию о военных целях. Историк Герхард Риттер, вскоре ставший главным оппонентом Фишера, писал ему, что статья может оказаться «очень интересным аргументом».
Свои тезисы Фишер развил в книге 1961 года «Griff nach der Weltmacht. Die Kriegszielpolitik des kaiserlichen Deutschland 1914—1918» (в русском переводе — «Рывок к мировому господству. Политика военных целей кайзеровской Германии в 1914—1918 гг.»), в которой отстаивал утверждение, что Первая мировая война была спровоцирована империалистическим стремлением Германской Империи стать «мировой державой». Книга вызвала в Германии огромный резонанс и спровоцировала дискуссию, названную впоследствии «полемикой Фишера» (нем. «Fischer-Kontroverse»). В последующие три года книга была дважды переиздана в ФРГ и стала бестселлером.
Идеи Фишера разрушили консенсус, установившийся в германской историографии до Второй мировой войны, согласно которому, цели Германии в Первой мировой войне были исключительно оборонительными и ни на одно из государств-участников войны нельзя возложить исключительную вину за события июля-августа 1914 года. Фишер, не только возлагал главную ответственность за «развязывание войны» на Германию, но и — сначала завуалированно, а в последующих публикациях всё более откровенно — проводил параллель между Германией кайзеровского периода и нацистской Германией, настаивая на политической и идеологической преемственности между Германской империей и Третьим рейхом. Сам Фишер охарактеризовал свою работу как «вклад в проблему преемственности в истории Германии от Первой до Второй мировой войны».
Это противоречило сложившимся в немецком обществе представлениям, согласно которым приход к власти нацистов воспринимался как «роковая случайность» и разрыв с историческими традициями германской государственности, обусловленный унизительными для Германии условиями Версальского мира, а также экономическими и политическими кризисами Веймарской республики.
Хотя книга охватывала весь период Первой мировой войны, интерес общественности вызвали в основном первые две главы, затрагивающие события Июльского кризиса 1914 года и начала войны. В них основное внимание Фишер уделял найденной им в Потсдамском архиве т. н. «Сентябрьской программе» — наименование, данное им письму канцлера Германии Теобальда фон Бетмана-Гольвега к статс-секретарю Имперского ведомства внутренних дел Клеменсу фон Дельбрюку от 9 сентября 1914 года, в котором канцлер излагал свой проект послевоенного устройства Европы. Фишер признавал, что «программа не представляла собой собственные требования канцлера, а отражала идеи ведущих фигур в бизнесе, политике и армии», но утверждал, что «руководящие принципы, изложенные в программе, были, по сути, основой всей политики Германии в части военных целей до конца войны». Затем Фишер интерпретировал эти цели войны как закономерное следствие германской империалистической «мировой политики», подчёркивая, что Германская империя стремилась к гегемонии в Европе ещё до войны.
Фишер возлагал на германское правительство ответственность не только за предвоенную внешнюю политику в целом, но и непосредственно за события июля 1914 года, доказывая, что убийство эрцгерцога Франца Фердинанда в Сараево 28 июня 1914 года приветствовалось руководством Германской империи, поскольку соответствовало их далеко идущим целям. По мнению Фишера, Берлин подталкивал Вену как можно скорее объявить войну Сербии и — вопреки официальным заявлениям — систематически препятствовал мирному урегулированию конфликта.

### Полемика и критика
Оппоненты Фишера, такие как Ганс Херцфельд, Герхард Риттер, Эгмонт Цехлин и Карл Дитрих Эрдман, считали, что Германия в 1914 году действовала в целях самообороны и ни в коем случае не является главным виновником войны.
Центральный вопрос в споре заключался в том, допустимо ли искать «виновников войны» среди отдельных государств и наций, или же следует рассматривать её как закономерное следствие сложных международных процессов в контексте общеевропейской истории. Согласно концепции, которую отстаивали противники националистического подхода Фишера, все европейские державы несут более или менее равную ответственность за мировую войну. Предметом дискуссии стал также вопрос, следует ли рассматривать политику Германии до и во время Первой мировой войны как намеренные действия отдельных лиц или как целенаправленную стратегию поведения национального государства в условиях глобальной взаимозависимости в рамках системы империализма.
Открыл полемику сдержанный ответ историка Ганса Херцфельда на статью Фишера 1959 года в журнале «Historischen Zeitschrift». Херцфельд сосредоточился на оценке роли Бетмана-Гольвега, он подчёркивал, что германский канцлер отнюдь не безоговорочно поддерживал военные цели аннексионистов, но пытался достичь определённого консенсуса между многими лицами, принимающими политические решения, при этом не разделяя ничью позицию полностью и играя скорее пассивную роль. Он описывал давление, оказываемое военными на Бетмана-Гольвега, а также — основываясь на военных дневниках и письмах главы германского военно-морского кабинета адмирала Георга Александра фон Мюллера — обращал внимание на значительное расхождение мнений гражданского правительства и военных. Он также замечал, что источники Фишера фактически не свидетельствовали о продолжении Германией «мировой политики», а лишь о перманентном внешнеполитическом кризисе.
После выхода «Рывка к мировому господству» в центре споров оказалась интерпретация Фишером Июльского кризиса 1914 года. Первоначально его идеи были категорически отвергнуты большинством немецких историков. Историк Теодор Шидер отзывался об этой книге как о «национальной катастрофе». Некоторые авторы, такие как Хизельер Вирсинг, обвиняли Фишера в фальсификации истории.
Однако самым последовательным и резким критиком Фишера был один из известнейших учёных того времени, представитель Ассоциации историков Западной Германии, Герхард Риттер. В отличие от Фишера, Риттер был национал-консерватором, а не нацистом. Ветеран Первой мировой войны и участник движения Сопротивления Риттер был учеником Германа Онкена — председателя Имперской исторической комиссии (1928—1935), которая в годы нацизма была разгромлена покровителем Фишера Вальтером Франком. По словам историка Херфрида Мюнклера, «в результате примечательного изменения фронта Риттер, который был связан с сопротивлением нацистской диктатуре, был заклеймён лагерем Фишера как „ультраправый“, тогда как Фишер, бывший член СА и НСДАП, стал выразителем леволиберальных взглядов».
Риттер не был апологетом немецкой политики 1914 года, но он так и не принял критику Фишера в адрес канцлера Бетмана-Гольвега как «поджигателя» войны. Он критиковал влияние военных на германскую политику, но видел в канцлере политика, который пытался противостоять этой тенденции.
Политику Германии в июле-августе 1914 года Риттер оценивал как в основном оборонительную. Он писал: «Что касается внешней политики, то оно [правительство Рейха] оказалось втянутым в целую цепь опасных „кризисов“ в условиях всё более угрожающей изоляции: в окружении „сердечных согласий“ и военных союзов, которое каждый политически мыслящий человек — как минимум с 1911 года — воспринимал как серьёзную угрозу. Только правительство авантюристов в такой ситуации могло подумать о том, чтобы спровоцировать войну, чтобы „достичь мирового господства“ и добиться гегемонии».
Противники Фишера также подчёркивали роль политических решений и целей других великих держав в возникновении Июльского кризиса. В частности, как один из важных факторов эскалации кризиса рассматривалась мобилизация русской армии.
Так, историк Эрвин Хёльцле считал главными виновниками войны Великобританию и Россию. По его мнению: «Происхождение войны, в первую очередь, было обусловлено взаимно-враждебным укреплением европейских альянсов и усиливалось их вовлечённостью в мировые политические противостояния и изменения […] Другой, более серьёзной, причиной с точки зрения силовой политики стало окружение Германии в результате соглашения между двумя действительными мировыми державами — Англией и Россией […]».
Другими известными противниками Фишера были Эгмонт Цехлин, Карл Дитрих Эрдман и Андреас Хилльгрубер. Они частично изменили своё отношение по мере развития конфликта. Так, на Дне историков в Берлине в 1964 году, после многочасового публичного диспута, где Фишер был признан победителем, Хильгрубер интерпретировал поведение правительства Германии в июле 1914 года как «концепцию рассчитанного риска». В отличие от Фишера, он не предполагал, что цели войны, выдвинутые Бетманом-Гольвегом в сентябре 1914 года, вынашивались им заранее, но признавал готовность рейхсканцлера пойти на риск и, таким образом, разделить ответственность за начало войны.
Работа Фишера подвергалась критике и за её методологию. Фишер интенсивно занимался предполагаемым стремлением Германии к мировому господству, но избегал включения немецкой политики в общий контекст политики других крупных европейских держав. Без такого анализа далеко идущие выводы Фишера об абсолютной виновности Германии в войне были невозможны.
Скандал вокруг книги Фишера вышел далеко за пределы научного сообщества и активно освещался в немецких СМИ. Большинство журналистов, в отличие от историков, поддерживали Фишера, подхватив и развив его идею о преемственности между Первой и Второй мировыми войнами. Наиболее активную поддержку Фишеру оказывали газеты «Frankfurter Allgemeine Zeitung», «Die Welt», «Süddeutsche Zeitung», «Die Zeit», а также журнал «Der Spiegel», редактор которого Рудольф Аугштейн принял активное участие в дискуссии и даже за свой счёт переиздал «Рывок к мировому господству». В историческую дискуссию были вовлечены и политики. Федеральный канцлер Людвиг Эрхард и президент бундестага Ойген Герстенмайер в своих выступлениях занимали твёрдую позицию против Фишера.
Пока противники Фишера — согласно терминологии историка из ГДР Фрица Кляйна — предпринимали попытки «стабилизировать колеблющийся фронт» западногерманских исторических исследований на средней линии, Фишер, постоянно радикализируя свои утверждения, тем самым подталкивал оппонентов к принятию части его первоначальных тезисов и созданию т. н. «нового консенсуса». Этот «новый консенсус» в основном установился в немецкой историографии к 1970 году и считался преобладающим до тех пор, пока дебаты не утихли.
Впоследствии Фишер расширил свои аргументы в книге «Мировое господство или крах. Германия в Первой мировой войне» (1965), и «Война иллюзий. Немецкая политика с 1911 по 1914» (1969). Если в первом издании «Рывка к мировому господству» он писал о «значительной части исторической ответственности за развязывание всеобщей войны», то в «Войне иллюзий» — пытался изобразить всю предысторию Первой мировой войны как спланированные действия германского правительства. С 1970 года Фишер публиковал только короткие эссе, в которых, в первую очередь, отстаивал тезис о т. н. «немецком особом пути» и — вслед за Ульрихом Веллером — всё чаще пытался доказать, что германское правительство начало войну, чтобы снять напряжённость в обществе и привлечь к себе оппозицию. Он также принял участие в дискуссии о подлинности дневников, личного секретаря Бетмана-Гольвега, Курта Рицлера, которые тот вёл во время Июльского кризиса.

### Фриц Фишер и европейская историография
В западногерманском обществе книга «Рывок к мировому господству» произвела «эффект разорвавшейся бомбы», и, помимо прочего, повлияла на дебаты о генезисе нацизма, его связи с последствиями Первой мировой войны, а также о целесообразности воссоединения немецкого государства. В то же время за рубежом книга Фишера первоначально не вызвала интереса.
Во Франции книга Фишера и дискуссия о ней, развернувшаяся в ФРГ, не имели большого резонанса. Особое внимание Фишера к проблеме ответственности кайзеровской Германии за развязывание войны было воспринято многими французскими историками как желание свести счеты с немецким обществом и отдельными историческими личностями. Не одобрили они и обильное цитирование документов, а также «слишком живую и тревожную» манеру изложения Фишера, контрастирующую с академическим французским стилем. Французский историк Пьер Ренувен довольно критически оценил исследование немецкого коллеги. В своем отзыве он указал, что Фишер недостаточно знаком с французскими исследованиями по Первой мировой войне. Признавая значимость проделанных архивных изысканий и соглашаясь с оценкой, данной политике канцлера Бетмана-Гольвега, Ренувен пренебрежительно отозвался о главе, рассказывающей о причинах войны, указав на то, что в ней не приводится никаких новых документов.
В Австрии реакция на пересмотр Фишером истории Первой мировой войны также была довольно сдержанной. Как отмечает Г. Кроненбиттер, австрийцев больше интересовали подробности убийства австрийского эрцгерцога Франца Фердинанда, а не начало войны как таковое. В целом австрийских историков больше занимали другие исторические темы: распад империи, нестабильность Первой республики, Аншлюс, создание независимого государства после Второй мировой войны.
Более тепло книга Фишера была принята в США. В марте 1964 года Институт Гёте предложил Фишеру выступить с лекциями в Соединенных Штатах. Герхард Риттер обратился к министру иностранных дел ФРГ Герхарду Шрёдеру с требованием запретить финансирование этой поездки. Сторонники Фишера заявили в связи с этим об «ограничении свободы слова». В Америке двенадцать историков, в том числе изгнанные из Германии нацистским режимом, публично протестовали против отмены лекционного тура. В итоге поездку Фишера в США, организованную историком-эмигрантом Фрицем Штерном, профинансировали его американские сторонники.
Неоднозначной была реакция на книгу Фишера и в Англии. Как утверждает в своей статье Т. Отт, проблемы, затронутые Фишером, не могли так взволновать английское общество, как это было в ФРГ, и вызвать такую же общественную и политическую реакцию. По его мнению, ни один из вопросов, поднятых Фишером, не мог быть предметом спора в Великобритании. Даже историк, Дж. Барраклоу, посодействовавший публикации отзыва на «Рывок к мировому господству» в «Times literary supplement», в 1961 году предупреждал Фишера, что его книгу вряд ли переведут на английский язык, поскольку она очень объёмна. Специалист по истории Пруссии Франц Людвиг Карстен отметил тщательную работу с многочисленными архивными материалами, но к тому, как Фишер оценил мотивы действий политиков, отнёсся более сдержанно.
Тем не менее, в 1967 году «Рывок к мировому господству» всё же был переведён на английский язык, и — поскольку тезис о единоличной виновности Германии в Первой мировой войне, в целом, соответствовал британской исторической парадигме — вскоре Фишер получил признание в Англии. В 1970—1980-е годы Фишер получил несколько британских почетных наград и научных степеней. В 1971 году его избрали почётным членом Британской академии.